# 岡田慶治
岡田 慶治（おかだ けいじ、1910年 - 1948年11月）は大日本帝国陸軍の軍人。階級は陸軍少佐。
広島県福山市出身。陸軍士官学校（43期）を出た後、1931年（昭和6年）に陸軍少尉。太平洋戦争では歩兵第56連隊大隊長としてビルマに侵攻。ジャワ島幹部候補生教育隊の教官、パレンバンの南方軍臨時施設隊、ボルネオの混成旅団の大隊長を歴任。
1946年（昭和21年）3月に復員し、長崎で海産物と塩を扱う合資会社を設立するも、1947年（昭和22年）3月、出頭に応じて巣鴨プリズンに収監。同年8月ジャワのチピナン刑務所に移送。スマラン慰安所事件の犯人として、バタビア臨時軍法会議にて死刑を宣告され、1948年（昭和23年）11月に銃殺刑に処された。